# Sikorzyna
Sikorzyna (kaszb. Sëkòrzëno, niem. Czykorczyn) – osada wsi Leśniewo w Polsce, położona w woj. pomorskim, w powiecie puckim, w gminie Puck
W latach 1975–1998 osada administracyjnie należała do województwa gdańskiego.
Osada położona jest w kompleksie leśnym Puszczy Darżlubskiej.
W czasach panowania pruskiego, w ramach akcji germanizacyjnej dotychczasową niemiecką nazwę miejscowości (Czykorczyn) uznano za zbyt słowiańską i przemianowano ją w 1884 r. na Vaterhorst.